# Guerre Brooks–Baxter
Guerre Brooks–Baxter
La guerre Brooks–Baxter (parfois appelé l'affaire Brooks-Baxter) est un conflit armé se déroulant en 1874 à Little Rock dans l'Arkansas. Il oppose les factions du Parti républicain à la suite de l'élection contestée du gouverneur de 1872. La faction « Minstrel » dirigeé par Elisha Baxter sort vainqueur de ce conflit contre la faction « Tail Brindle » dirigée par Joseph Brooks (en) et soutenue par la plupart des scalawags et des afro-américains.

### Articles
- (en) Joseph W. House, « Constitutional convention of 1874 – Reminiscences », Arkansas Historical Association, vol. 4,‎ 1917, p. 210–268 (lire en ligne, consulté le 19 juillet 2009)
- (en) Benjamin S. Johnson, « The Brooks—Baxter War », The Arkansas Historical Association, vol. 2,‎ 1908, p. 122–173 (lire en ligne, consulté le 8 juin 2009)
- (en) Robert W. Meriwether, « Faulkner Facts and Fiddlings », Faulkner County Historical Society,‎ and fall winter (lire en ligne, consulté le 11 octobre 2009)
- (en) Ted R. Worley, « Elisha Baxter's Autobiography », Arkansas Historical Quarterly, no 14,‎ été 1955, p. 172–175

### Ouvrages
- (en) Henry Corbin, Federal Aid in Domestic Disturbances 1787–1903, Washington, D.C., Government Printing Office, 1903, 164–181 p. (lire en ligne)
- (en) John Harrell, The Brooks and Baxter War, St. Louis, Missouri, Slawson Printing Company, 1893 (lire en ligne)
- (en) Richard Zuczek, Encyclopedia of the Reconstruction Era, Westport, Greenwood Press, 2006, 103–104 p. (ISBN 0-313-33073-5, lire en ligne)